# Xasan Sheekh Maxamuud
Xasan Sheekh Maxamuud (somali: Xasan Sheekh Maxamuud; àrab: حسن شيخ محمود, Ḥassan Xayẖ Maḥmūd (Jalalaqsi, 29 de novembre de 1955) és un polític i professor universitari somali.
El 10 de setembre de 2012 esdevingué president de Somàlia. Va ser elegit després de la segona volta pels diputats que s'havien reunit a Mogadiscio, amb 190 vots a favor mentre que el seu rival i aleshores president en funció, Shariif Sheekh Axmed, només en recollí 79. El 15 de maig de 2022, Xasan Sheekh Maxamuud va ser elegit de nou president de Somàlia en una votació presidencial maratoniana.